# US-Heeresgarnison Bayern

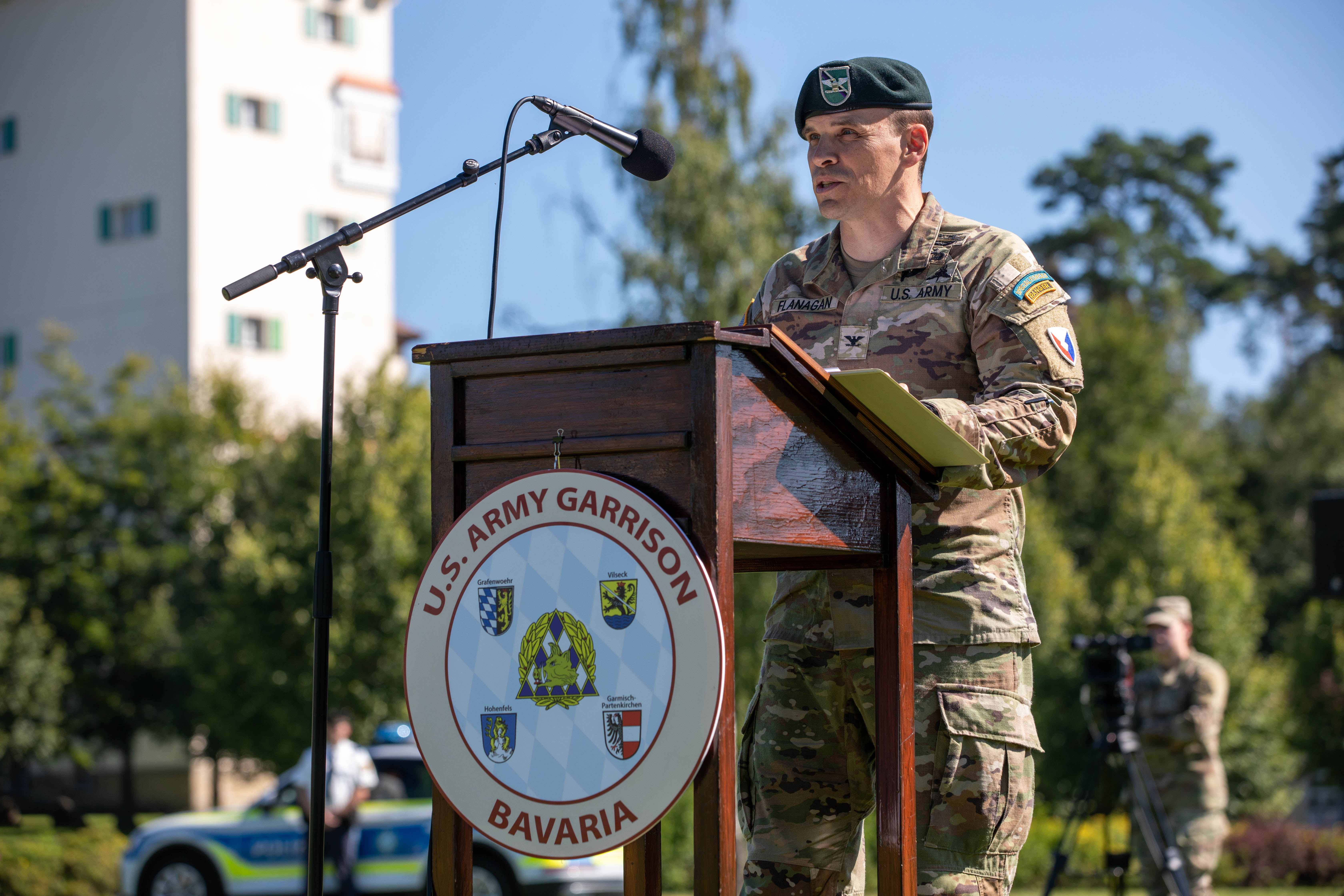
U.S. Army Col. Stephen C. Flanagan, neuer Kommandeur der U.S. Army Garrison Bavaria, hält eine Rede während der Zeremonie zum Kommandowechsel in den Tower Barracks, Grafenwöhr, Deutschland, 6. August 2024.

Die US-Heeresgarnison Bayern (englisch United States Army Garrison Bavaria; Abkürzung: USAG Bavaria) ist eine 2013 gegründete Garnison der U.S. Army deren Hauptquartier in Grafenwöhr ist. Sie besteht aus fünf Standorten: den Kasernen Grafenwöhr (Tower Barracks) und Vilseck (Rose Barracks), dem Ausbildungs- und Erholungsstandort Garmisch-Partenkirchen (George C. Marshall Center und NATO School, sowie Edelweiss Lodge and Resort) und den Truppenübungsplätzen Grafenwöhr Training Area Camps und Hohenfels Training Area. Die Gesamtbevölkerung der Garnison wurde im Oktober 2022 von der US Army auf etwa 38.600 Personen beziffert, die sich aus ~ 15.800 Militärangehörigen, ~ 9.400 Zivilisten (US & Deutsche), ~ 700 Rentnern und ~ 12.700 Familienangehörigen zusammensetzen. Diese verteilten sich auf 4.100 km² in 250 Städten und Gemeinden in zwölf bayerischen Landkreisen, verteilt auf mehr als 6.300 Wohneinheiten sowie mehr als 80 Unterkunftsgebäude für unverheiratete bzw. unbegleitete Militärangehörige. Es existierten 3 Bahnhöfe, 2 Flugplätze, 8 Luftlandezonen und 55 Motorparks für stationierte Einheiten.

## Standorte und Einrichtungen
Grafenwöhr
- Tower Barracks
- Grafenwöhr Training Area
- Grafenwöhr Army Airfield
- Camp Aachen
- Camp Algiers
- Camp Normandy
- Grafenwöhr East Camp
- Netzaberg Housing Area

Garmisch-Partenkirchen

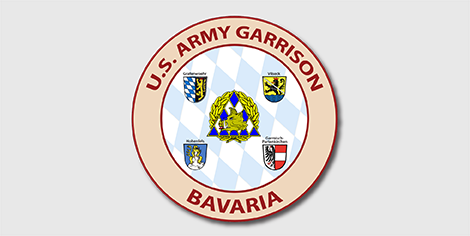
USAG Bayern, Logo

- George C. Marshall Center (Artillery und Sheridan Barracks)
- NATO School Oberammergau
- Edelweiss Lodge and Resort
- Community Center (Artillery Barracks)
- Garmisch Family Housing

Vilseck
- Rose Barracks
- Vilseck Army Airfield
- South Camp Vilseck

Hohenfels
- Hohenfels Training Area
- Hohenfels Army Airfield
- Camp Pöllnricht
- Camp Mehlhaube
- Camp Unterödenhart
- Camp Nainhof
- Camp Albertshof
- Camp Linderberg[2]

## Geschichte
Nach dem Zweiten Weltkrieg gründete die U. S. Army in der Region um Garmisch-Partenkirchen, im Zuge der territorialen Organisation des besiegten Deutschlands, mehrere Garnisonen um ihre militärische Präsenz zu etablieren. Dies waren die USAG Garmisch, die USAG Grafenwöhr, die USAG Vilseck und die USAG Hohenfels.
USAG Garmisch
1946 wurden in den Einrichtungen der 1. Gebirgs-Division der Wehrmacht in Garmisch-Partenkirchen, sowohl die 10th Armored Division stationiert, als auch die Garmisch Military Post und Erholungseinrichtungen (Garmisch Recreation Area, heute Edelweiss Lodge and Resort) für die US-Army geschaffen. Im Mai 1947 kam das U.S. Army Russian Institute (USARI) hinzu, das 1993 in das George C. Marshall European Center For Security Studies aufging. 1953 wurde zusätzlich die NATO School Oberammergau in Oberammergau (Bayern) gegründet.
USAG Grafenwöhr
Der Truppenübungsplatz Grafenwöhr (englisch: Grafenwöhr Training Area Camps, Abkürzung: GTA) wurde nach der Aktivierung des III. Bayerischen Armeekorps im Jahr 1900 eingerichtet und 1908 offiziell Truppenübungsplatz Grafenwöhr benannt. In diesem Zuge entstanden auch etwa 250 Gebäude. Hierdurch wurden Menschen aus nahezu 70 Dörfern umgesiedelt.
1947 ging der Besitz auf die U.S. Army Europe über, um dem gestiegenen Ausbildungsbedarf gerecht zu werden. Die stationierten Einheiten wurden in den vorhandenen Gebäuden untergebracht, die die Sammelbezeichnung East Camp trugen. 2001 begann der Ausbau des East Camps zu Tower Barracks mit einem Neubau, der Neuausrichtung und der Renovierung für ein Brigade Combat Team (BCT), das 2012 fertiggestellt wurde und nun zwei 173rd ABCT Bataillone beherbergt und die Regional Aligned Forces (RAF) zur Unterstützung der European Deterrence Initiative (EDI) unterstützt.
USAG Vilseck
Die Geschichte des Lager Süd in Vilseck (später South Camp, die heutigen Rose Barracks) begann mit der Erweiterung des Truppenübungsplatzes Grafenwöhr in den Jahren 1937/38. Für den Bau des Lagers mussten mehrere Dörfer geräumt werden. Die Aufstellung von Fronttruppen der Wehrmacht sowie der spanischen „Blauen Division“ und der italienischen Division „San Marco“ erfolgten hier während des Zweiten Weltkrieges. Auch die Panzertruppen von General Heinz Guderian waren ebenfalls vorübergehend in Vilseck stationiert. Am 8. April 1945 fielen Bomben auf das Südlager und töteten zwölf Soldaten. Am 21. April 1945 besetzten Einheiten der 71st Infantry Division der 3rd US-Army das Lager Süd, ohne auf Widerstand zu stoßen.
Die US-Army errichtete in der Garnison South Camp ein Panzerübungs- und ausbildungszentrum, und ein Kriegsgefangenen- und Flüchtlingslager (bis 1952). 1952 wurde die Einrichtung in „Rose Barracks“ umbenannt. Mitte der 1980er Jahre wurde der Standort Rose Barracks in Vilseck stark ausgebaut. Es entstanden Einrichtungen für die Unterstützung einer Brigade, die heute vom 2. Cavalry Regiment genutzt werden. Der Standort beherbergt auch die 18. Military Police Brigade, das Combined Arms Training Center, das 405. Army Field Support Battalion – Germany sowie das U.S. Army Dental Command Bavaria.
Rund 4.500 Soldaten des 2nd US Cavalry Regiment sind seit 2006 in Vilseck stationiert.
USAG Hohenfels
Der Truppenübungsplatz Hohenfels trägt den Namen des Marktes Hohenfels und wurde ab 1937 für die Wehrmacht erbaut, hierfür wurden 60 Dörfer geräumt. Nach Ende des Zweiten Weltkriegs wurde hier ein Flüchtlingslager eingerichtet. Im Jahr 1951 wurde es zu einem Übungsplatz der US-Streitkräfte. Die Übungen mit scharfer Munition wurden 1988 beendet und der Übungsplatz in ein Manövertrainingszentrum (CMTC) umgewandelt mit der Aufgabe, den Streitkräften der US-Armee in Europa und den Manöverbataillonen der 7. US-Armee realistische Übungen bei Einsatz verschiedener Waffensysteme zu ermöglichen. Das CMTC wurde im Dezember 2005 erneut neu strukturiert und in Joint Multinational Readiness Center umbenannt. Es ist das größte Manövertrainingszentrum der U.S. Army Europe – Africa.
Zusammenlegung
Im Jahr 2013 wurden die Garnisonen in die USAG Bavaria umgewandelt, eine einzige Garnison mit fünf Standorten, zu denen Grafenwöhr, Vilseck, Hohenfels, Garmisch und das Truppenübungsplatzlager Grafenwöhr gehören. Im Februar 2017 richtete die USAG Bavaria, als Reaktion auf die zunehmende Präsenz von Rotationstruppen und Ausbildungstruppen, die 5th Community ein, um die Garnisonsressourcen in den Ausbildungslagern zu verwalten, die Nutzung von Infrastruktur und Einrichtungen zu entflechten und den effizienten Betrieb der Garnisonsunterstützung sicherzustellen.